# Tylophora henryi
Tylophora henryi är en oleanderväxtart som beskrevs av Warburg. Tylophora henryi ingår i släktet Tylophora och familjen oleanderväxter. Inga underarter finns listade i Catalogue of Life.